# Mińska Miejska Szkoła Kadetów Nr 2
Mińska Miejska Szkoła Kadetów № 2 (biał. Мінскае гарадское кадэцкае вучылішча № 2) – państwowa średnia wyspecjalizowana placówka edukacyjna, która jest państwową instytucją edukacji, która zapewnia szkolenie na 2 i 3 poziomach (8-11 klasy), uzyskanie ogólnego, podstawowego i średniego wykształcenia ogólnego, a także niezbędnych do wyboru zawodu podstawowej wiedzy i umiejętności.

## Zdjęcia szkoły

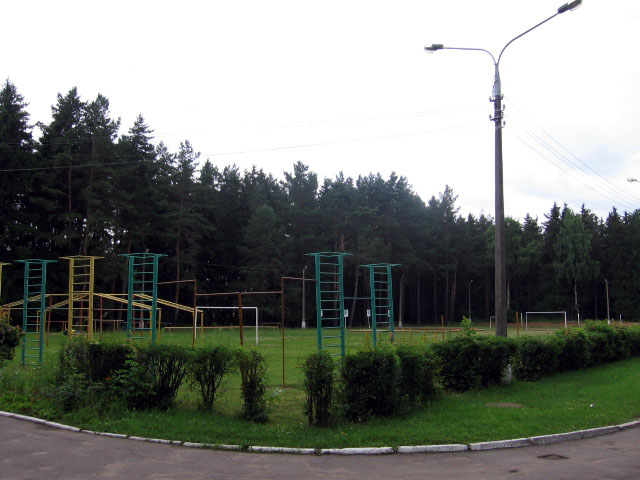
Sportowy dziedziniec szkoły
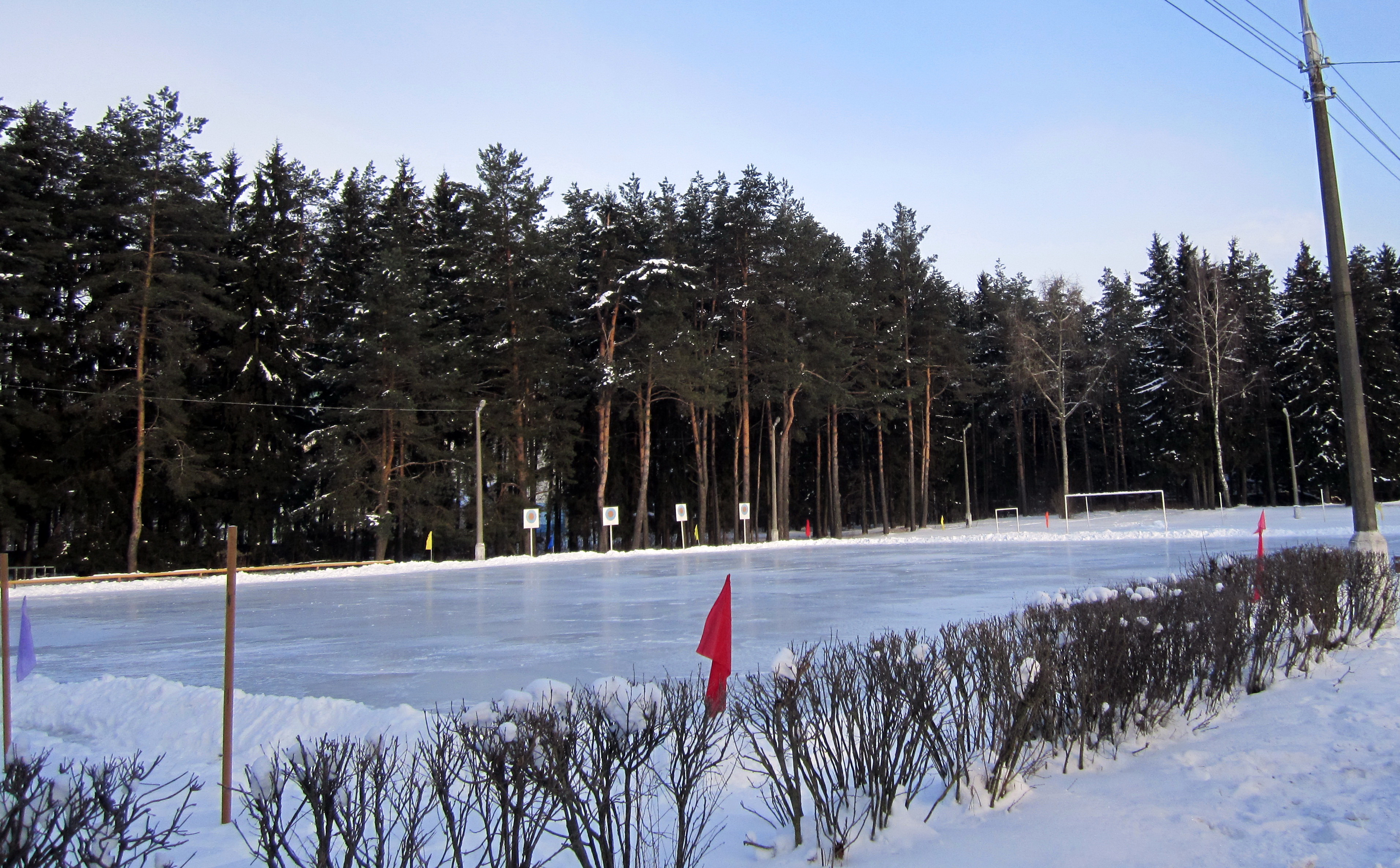
Lodowisko zimą
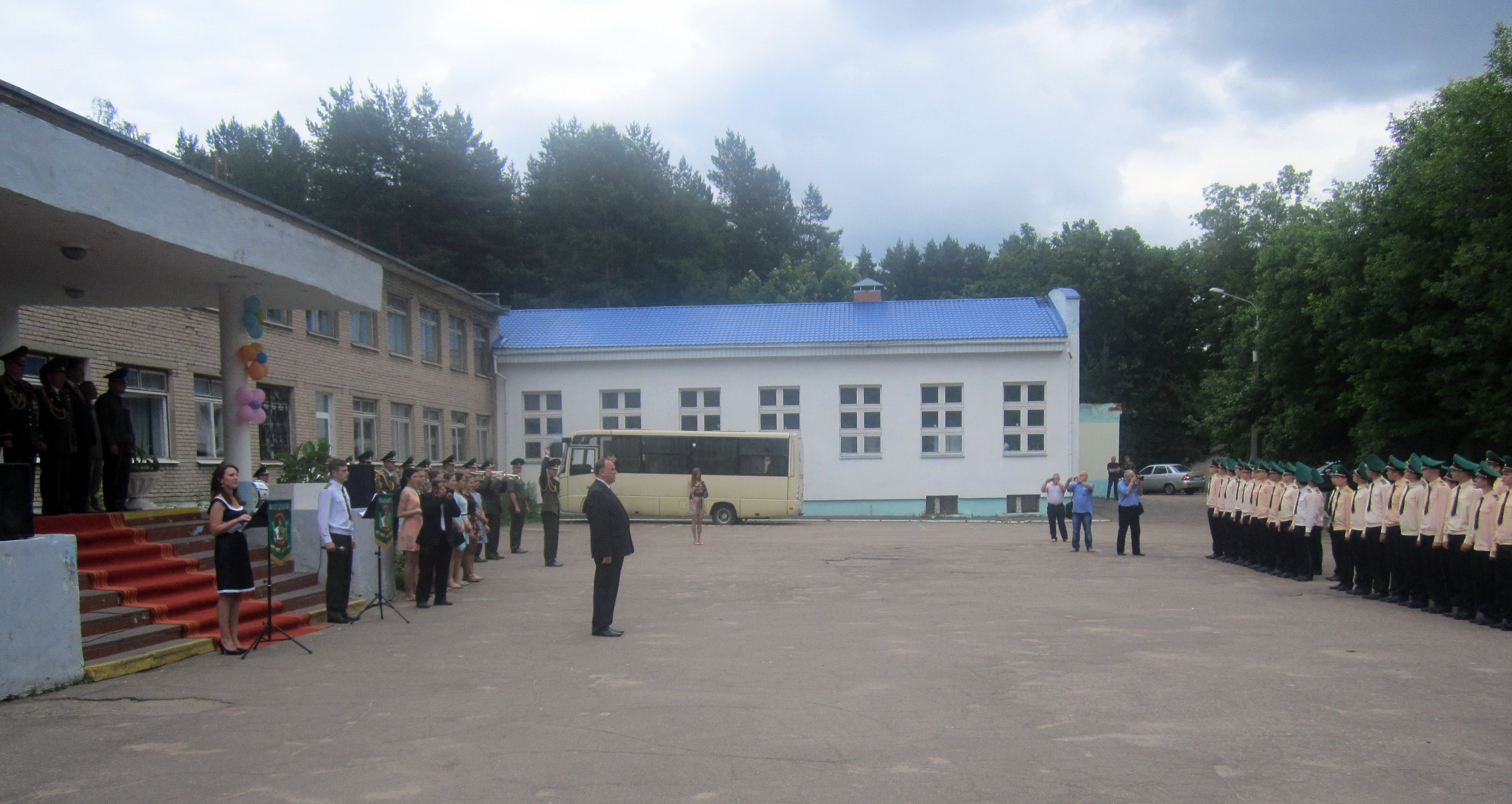
Walc kadetów przed dyrektorem szkoły
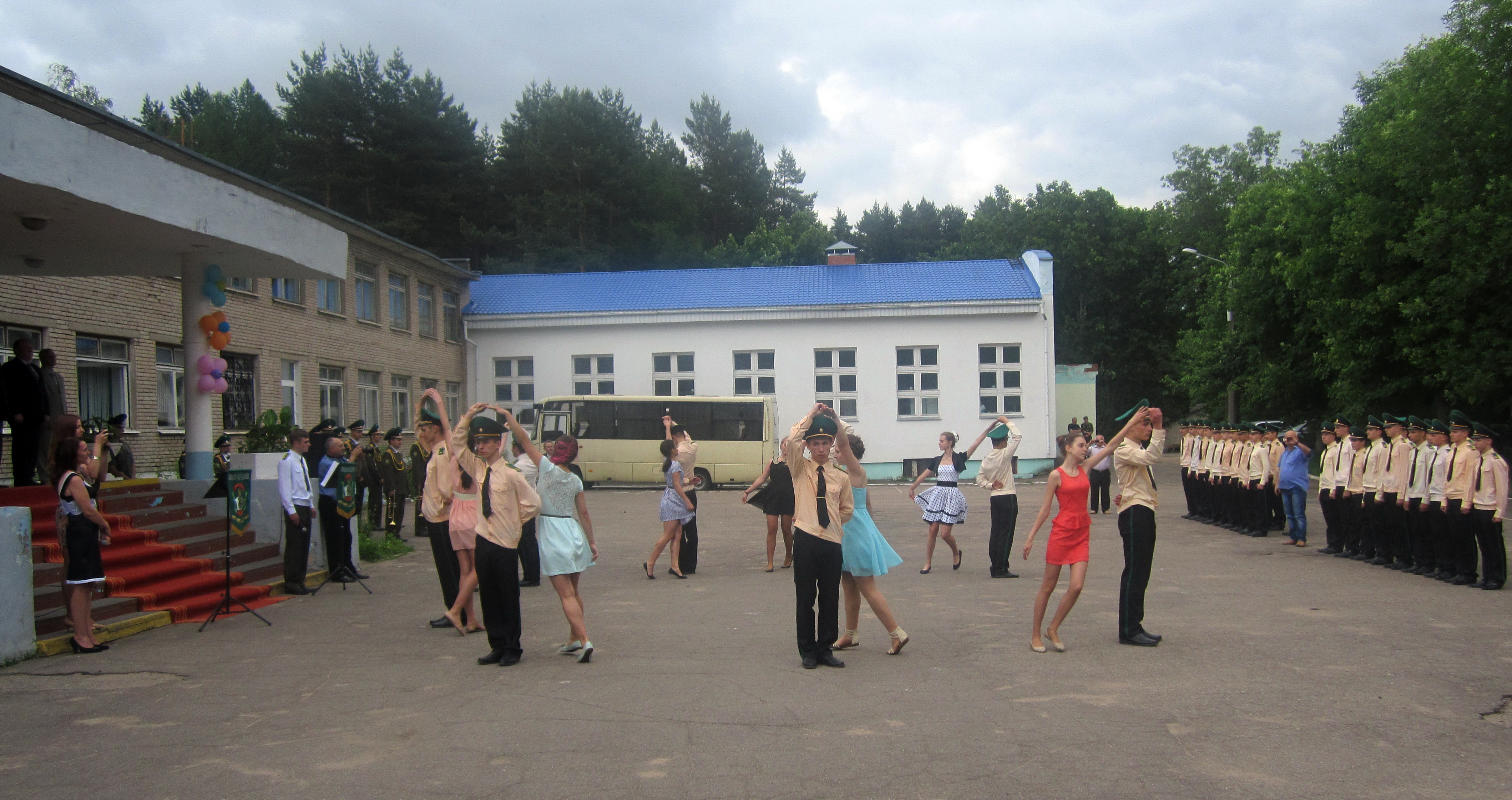
Walc kadetów
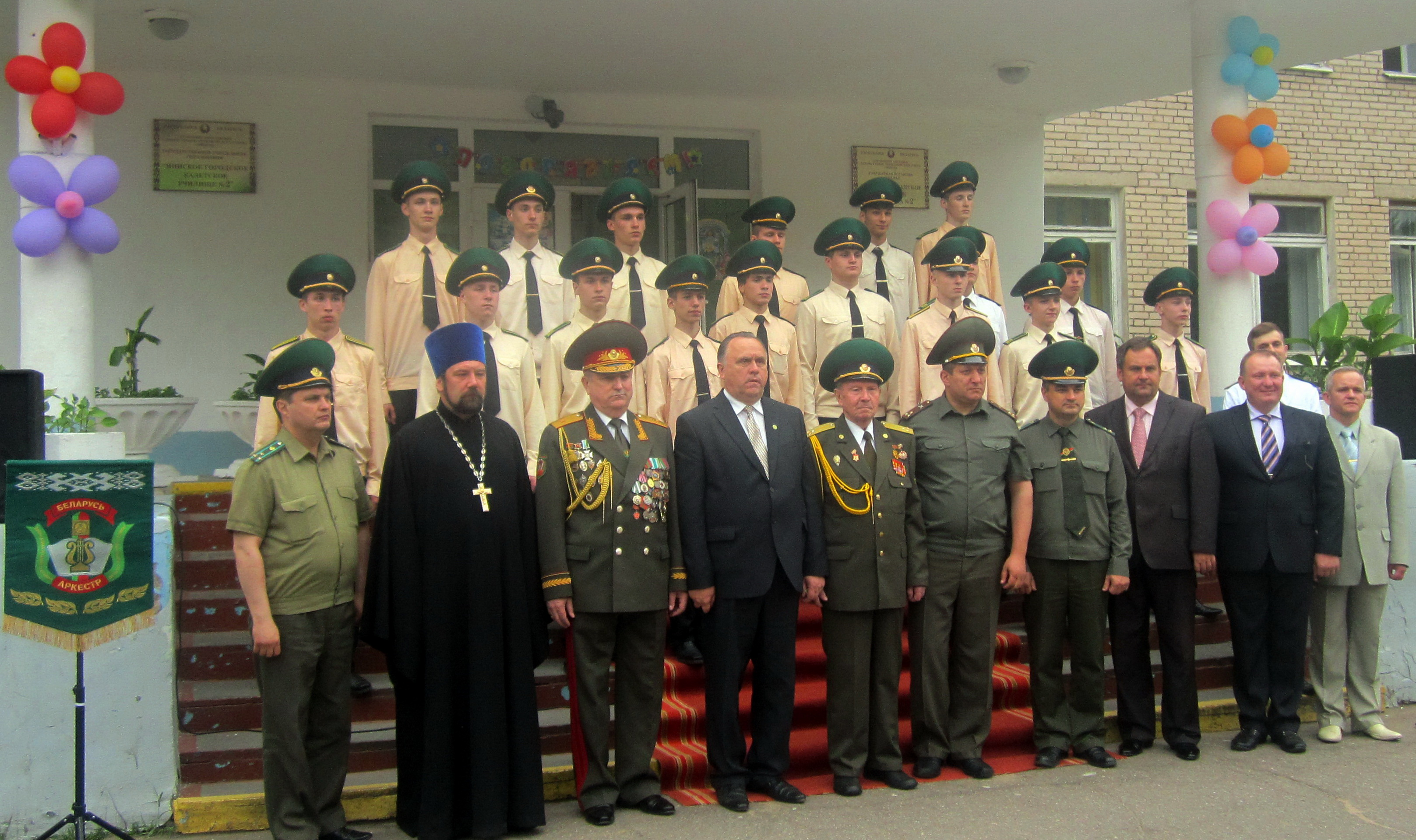
Pierwsi absolwenci  szkoły (11 "B" klasa) z kierownictwem i gośćmi
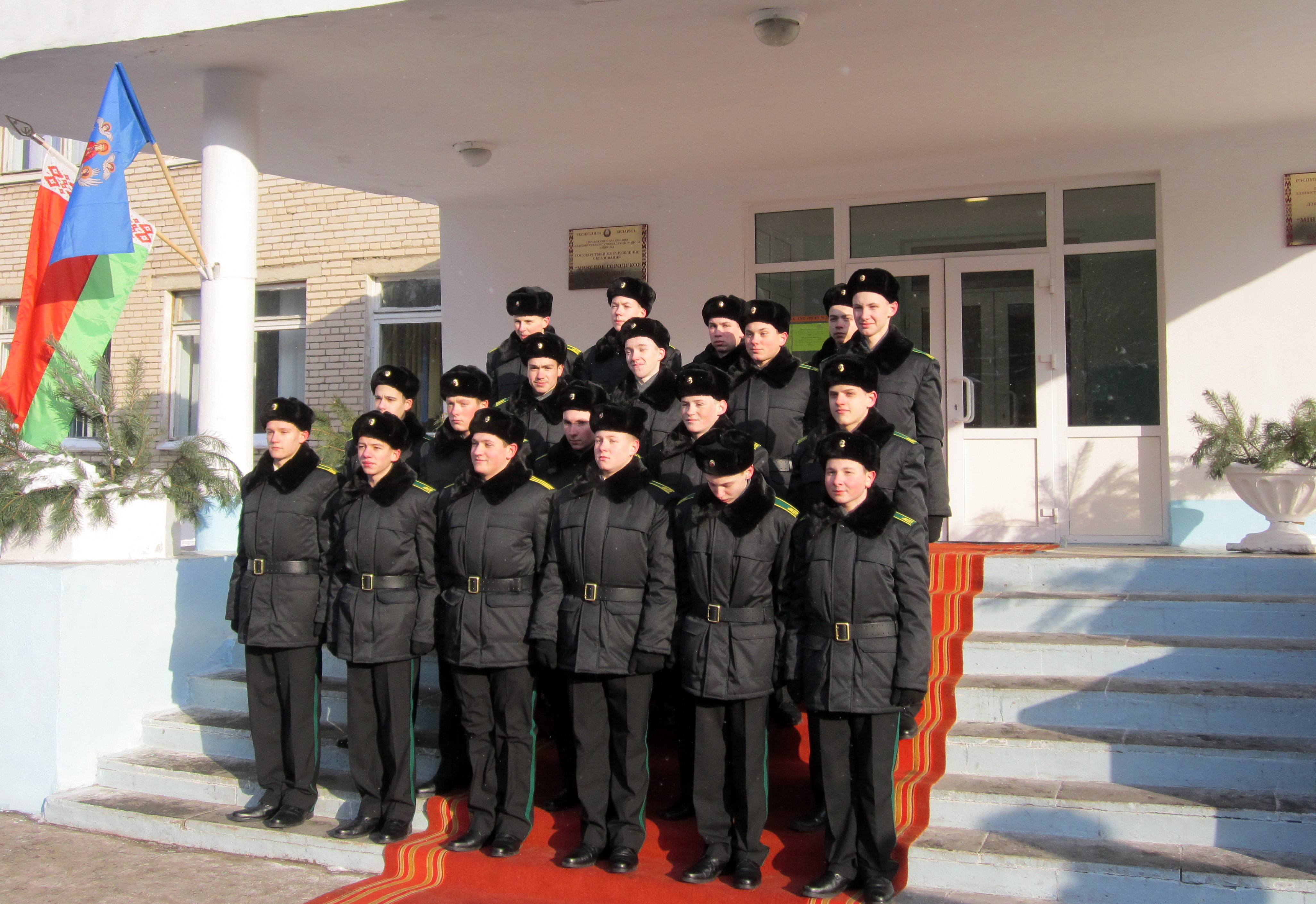
Kadeci w zimowych mundurach na schodach szkoły